# Segunda ronda de la clasificación de Concacaf para la Copa Mundial de Fútbol de 1970
La Segunda ronda de la Clasificación de Concacaf para la Copa Mundial de Fútbol de 1970 otorgó los últimos dos cupos a la tercera ronda. Se disputó desde el 20 de abril al 27 de junio de 1969.

## Formato
Las cuatro selecciones fueron distribuidas en dos grupos, en los cuales cada una disputó dos partidos (uno de local y uno de visitante). Las selecciones que se posicionaron primeras en cada grupo avanzaron a la ronda siguiente.

## Resultados

### Grupo 1
| Equipo         | Pts. | PJ | PG | PE | PP | GF | GC | Dif |
| -------------- | ---- | -- | -- | -- | -- | -- | -- | --- |
| Haití          | 4    | 2  | 2  | 0  | 0  | 3  | 0  | 3   |
| Estados Unidos | 0    | 2  | 0  | 0  | 2  | 0  | 3  | -3  |

| L\V                       | Bandera de Haití | Bandera de Estados Unidos |
| Bandera de Haití          |                  | 2:0                       |
| Bandera de Estados Unidos | 0:1              |                           |

|  | Clasificado a la segunda ronda. |

| 20 de abril de 1969 | Haití                   | 2:0 (1:0) | Estados Unidos | Estadio Sylvio Cator, Puerto Príncipe                     |                                                           |
|                     | Obas 8' · Saint-Vil 54' |           |                | Asistencia: 6.917 espectadores Árbitro(s): Javier Galindo | Asistencia: 6.917 espectadores Árbitro(s): Javier Galindo |

| 11 de mayo de 1969                                                                                        | Estados Unidos | 0:1 (0:1) | Haití         | Qualcomm Stadium, San Diego                              |                                                          |
| |                |           | Saint-Vil 43' | Asistencia: 4.274 espectadores Árbitro(s): Keith Dunstan | Asistencia: 4.274 espectadores Árbitro(s): Keith Dunstan |
| Estos partidos también sirvieron como eliminatoria hacia el Campeonato de Naciones de la Concacaf de 1969 |                |           |               |                                                          |                                                          |

### Grupo 2
| Equipo      | Pts. | PJ | PG | PE | PP | GF | GC | Dif |
| ----------- | ---- | -- | -- | -- | -- | -- | -- | --- |
| El Salvador | 2    | 2  | 1  | 0  | 1  | 3  | 1  | 2   |
| Honduras    | 2    | 2  | 1  | 0  | 1  | 1  | 3  | -2  |

| L\V                    | Bandera de El Salvador | Bandera de Honduras |
| Bandera de El Salvador |                        | 3:0                 |
| Bandera de Honduras    | 1:0                    |                     |

|  | Clasificado a la segunda ronda. |

| 8 de junio de 1969 | Honduras  | 1:0 (0:0) | El Salvador | Estadio Nacional, Tegucigalpa                               |                                                             |
|                    | Welsh 89' |           |             | Asistencia: 17.827 espectadores Árbitro(s): Arturo Yamasaki | Asistencia: 17.827 espectadores Árbitro(s): Arturo Yamasaki |

| 15 de junio de 1969 | El Salvador                            | 3:0 (3:0) | Honduras | Estadio Flor Blanca, San Salvador                              |                                                                |
|                     | Martínez 27' (pen.), 41' · Acevedo 30' |           |          | Asistencia: 36.470 espectadores Árbitro(s): Walter van Rosberg | Asistencia: 36.470 espectadores Árbitro(s): Walter van Rosberg |

Desempate
| 27 de junio de 1969 | El Salvador                          | 3:2 (2:1; 2:2) (1:0 t. s.) | Honduras                | Estadio Azteca, Ciudad de México                                  |                                                                   |
|                     | Martínez 10', 29' · Quintanilla 101' |                            | Cardona 19' · Gómez 50' | Asistencia: 15.326 espectadores Árbitro(s): Abel Aguilar Elizalde | Asistencia: 15.326 espectadores Árbitro(s): Abel Aguilar Elizalde |

Nota: Estos partidos ocurrieron en el contexto del fugaz conflicto bélico entre Honduras y El Salvador. Aun cuando las causas de la beligerancia fueron otras, esos encuentros futbolísticos fueron la razón por la que la llamada "Guerra de las cien horas" también fuera denominada y recordada como la Guerra del Fútbol.

## Goleadores
4 goles
- Juan Ramón Martínez

2 goles
- Guy Saint-Vil

1 gol
| - José Antonio Quintanilla - Elmer Acevedo - Joseph Obas | - Lenard Welsh - José Cardona - Rigoberto Gómez |